# Mercedes-AMG F1 W08 EQ Power+
O Mercedes-AMG F1 W08 EQ Power+ é o modelo de carro de corrida construído pela equipe Mercedes para a disputa da temporada de Fórmula 1 de 2017, pilotado por Lewis Hamilton e Valtteri Bottas.
O lançamento do carro ocorreu em 23 de fevereiro em Silverstone.
Esse modelo conquistou o título do Mundial de Construtores antecipadamente no Grande Prêmio dos Estados Unidos e o título do Mundial de Pilotos também antecipadamente com Lewis Hamilton no Grande Prêmio do México.

## Raio X
Com o visual mais limpo entre todas as equipes, o W08 promete trazer elegância para as pistas, aliada a já costumeira performance de ponta. É, possivelmente o melhor conjunto do grid.

## Estatística
| Lewis Hamilton | X              | Valtteri Bottas |
| 363            | Pontos         | 305             |
| 9              | Vitórias       | 3               |
| 11             | Pole Positions | 4               |
| 7              | Volta Rápida   | 2               |
| 13             | Pódios         | 13              |
| 0              | Abandonos      | 1               |